# Oritoniscus legrandi
Oritoniscus legrandi är en kräftdjursart som beskrevs av Henri Dalens 1965. Oritoniscus legrandi ingår i släktet Oritoniscus och familjen Trichoniscidae. Inga underarter finns listade i Catalogue of Life.